# 医療機器
医療機器（いりょうきき、英語:medical instrumentsあるいはmedical devices）は、人もしくは動物の疾病・診断・治療・予防に使用され、または人もしくは動物の身体の構造もしくは機能に影響を及ぼすことが目的とされている機械器具、および医療に使う材料や使い捨て用品等を指す用語である。
日本における医療機器規制の法規である薬機法及び品質マネジメントシステム規格であるJIS Q13485では「医療機器」が使用され、現在の標準的な用語になっている。そのほか医用機器、医療機などと称されることもある。医療機器のうち電気機器のものは、医用電気機器、あるいは医用機器と呼称されることもあった。なお以前、法令上使われていた用語「医療用具」が2002年の法改正で「医療機器」に改められた。

## 定義
医療機器の定義は、定義づけをしている国・地域の法令や規格によって異なる。
医療機器の世界的な規制・基準の策定を行う医療機器規制国際整合化会議(Global Harmonization Task Force。略記:GHTF。1993年発足。設立時の5メンバーはEU、アメリカ合衆国、カナダ、日本、オーストラリア。現在はメンバーを欧州、アジアパシフィック、北米に分類)は、「あらゆる計器・機械類、体外診断薬、物質、ソフトウェア、材料やそれに類するもので、人体への使用を意図し、その使用目的が、疾病や負傷の診断、予防、監視、治療、緩和等、解剖学または生物学的な検査等、生命の維持や支援、医療機器の殺菌、受胎の調整等に用いられるもの」と定義しており、GHTFによる医療機器の定義は、医療機器の規制目的の品質マネジメントシステム規格であるISO 13485の第3項において、医療機器の定義として位置付けられている。
GHTF構成国である日本では、医療機器の規制を薬事法（当時）によって行ってきた。2002年改正の薬事法第2条第4項は、「この法律で「医療機器」とは人若しくは動物の疾病の診断、治療若しくは予防に使用されること、又は人若しくは動物の身体の構造若しくは機能に影響を及ぼすことが目的とされている機械器具等であつて、政令で定めるものをいう。」とし、政令（同法施行令）で類別を定めている。
注意点としては、体外診断薬（薬事法で用語では「体外診断用医薬品」）は、GHTFの定義では医療機器になるが、日本では医薬品扱いになっていることがある。ただし、日本では体外診断薬は、医療機器同様の認証制度が導入されているほか、ISO13485を導入した日本規格である厚生労働省令第169号（医療機器及び体外診断用医薬品の製造管理及び品質管理の基準に関する省令）が適用され、規制はGHTFの定義にあわせて医療機器同様に扱われている。
GHTF非参加国における定義は、当該国の医療機器規制による。例えば大韓民国は、2003年に医療機器法を制定し同法によって医療機器（의료기기）を行っている。同法における定義は「人又は動物に単独又は組み合わせて使用される器具・機械・装置・材料又はこれと類似の製品であって次の各号の1に該当する製品をいう。ただし、韓国の薬事法による医薬品及び医薬部外品及び障害者福祉法第55条の規定によるリハビリテーション用器具のうち義肢・補助器を除く。1．病気の診断・治療・軽減・処置又は予防の目的で使用されるもの／2．負傷・障害の診断・治療・軽減又は補助の目的で使用されるもの／3．構造や機能の検査・代替の目的で使用される製品　4．受胎調整の目的で使用されるもの」としており、GHTFの定義と類似する。
GHTF（Global Harmonization Task Force）　と　IMDRF（International Medical Device Regulators Forum）
　2011年2月、IMDRF（International Medical Device Regulators Forum）国際医療機器規制当局フォーラムが成立した。これは、『GHTF（Global Harmonization Task Force）における強固な基盤作業を土台とする、世界各国の医療機器規制当局による任意の活動』（独立行政法人医薬品医療機器総合機構ホームページより）となっている。世界保健機関（WHO）が本組織に関与している。

## 種類、分類
医療機器の種類は広範にわたっているが、その使用目的から大きく分けると次のように分類することができる。
- 治療機器 - メス、鋏、縫合糸、人工臓器類[注釈 3]などに加えて車椅子、リハビリテーション機器も含まれる
- 診断機器 - 聴診器、胃カメラ、自動生化学検査装置、X線写真装置などに加えて、生体情報モニタなどのモニタ機器群が含まれる。
- 分析機器
- 設備機器 - 診療室、手術室、滅菌装置、焼却器など
- 衛生用品 - 白衣、医療用手袋など
- 使い捨て用品（ディスポーザブル） - 注射器、医療ガーゼ、脱脂綿[注釈 4]など

大きさに着目して最近は次のように分類することもある。
- スモールME(Medical Electronics) - 従来は医用電気機器と呼ばれていたもの。心電計など
- ラージME - CTやMRIのような大型医療機器

従来のオーソドックスなサイズによる分類では、ハサミ、メスなどの鋼製小物、人工呼吸器、麻酔器などの中型機器、X線、CT、MRIなどの大型医療機器に分類する方法もある。
GHTFルールに基づき各国・地域においてリスクによるクラス分類もされている。
整形外科用医療機器、美容医療機器、歯科用医療機器など、医療の部門・分野ごとに分類することもある。獣医が使うものは動物用医療機器という。
医療のプロが使う医療機器だけでなく、家庭で一般人が使う家庭用医療機器もあり、家庭で使われる体温計、電子血圧計、家庭用マッサージ器、救急絆創膏、ピンセットなどが含まれる。またコンタクトレンズも医療機器に含まれる

## 歴史
16世紀の終わりから17世紀のはじめにかけて、顕微鏡と体温計の初期のものが登場し、この時期が「医療機器のあけぼの」といわれる。その後、馬の血圧測定や犬の人工呼吸実験などと続き、聴診器が発明された。19世紀の末期から20世紀の初頭に、X線の発見、血圧計の発明、心電図の最初の計測と3つの大きなできごとが続いた。この時期が「医療機器の革命期」と称される。20世紀の中期から、心電計、脳波計などのスモールME機器をはじめとして、心臓ペースメーカーやAEDの前身となる機器が製品化されるようになった。20世紀の後半に、X線CTやMRIなどのラージME機器が発明され、現代の医療機器の礎が築かれた。
近年、各社が中国に進出して生産が増大しつつあるが、アメリカ食品医薬品局(FDA)の管理の行き届かない地域での製造に懸念が高まりつつある。

## 医療機器の規制
安全性が要求されるので、IEC60601（医用電気機器への基本的な要求事項の国際規格）、ISO10993（生物学的安全性の規格）などが制定されており、各国で規制目的に国内規格として取り入れられている。
人に対しての使用は医療従事者のみに認められているものもある。従来制限があったAEDが2004年になり医療従事者だけでなく一般人でも特例として取り扱えるようになったのは、救える命をみすみす見過ごしてはいけない、という配慮からである。
医用電気機器のイミュニティやエミッションについては、IEC60601-1-2で規制されており、日本、EU等で医療機器の承認を得るにあたっては、同規格に適合することが要求される。しかし、それでも相互干渉リスクはゼロにならず、重大なハザードが残留しており、医用電気機器の添付文書、取扱説明書等で相互干渉リスクについての警告表示が行われている。また、たとえば体内埋込型の医療機器の中には携帯電話等の影響を受けるものも一部にあり、装着した旅客が利用する可能性がある鉄道車両等においては、携帯電話の電源を切る等の呼びかけが行われている事例がある。

### 各国の規制
アメリカ合衆国ではアメリカ食品医薬品局(FDA)が、イギリスでは医薬品・医療製品規制庁(MHRA)が所管する。

### アメリカ合衆国におけるFDAへの製品登録
アメリカ合衆国では、既存の医療機器と同等の構造、機能を有する後発医療機器については、簡易な手続きで登録できる制度を設けている。これはいわゆる510(k)といわれるものである。

### 日本における医療機器規制

#### 所管と窓口
日本においては、医薬品、医療機器等の品質、有効性及び安全性の確保等に関する法律（医薬品医療機器等法）に医療機器の定義、規制、取扱いが定められている。日本において、厚生労働省の所管のもとに、実質的な承認審査業務や安全対策業務は、独立行政法人医薬品医療機器総合機構で行われる。
なお動物専用医療機器は、農林水産省の所管である。

#### クラス分類
医療機器は、その機器の人体等に及ぼす危険度に応じ、国際基準GHTFルールに基づき国際的なクラス分類がされている。日本では厚生労働省告示（薬事法第2条第5項から第7項までの規定により厚生労働大臣が指定する高度管理医療機器、管理医療機器及び一般医療機器　平成16年7月20日　厚生労働省告示第298号）により既存の医療機器が分類されている。
クラスI はもっとも人体への危険度が低いものであり、IVは副作用・機能障害などの不具合が生じた場合、人の生命・健康に重大な影響を与えるおそれがあるとして最も危険度が高いとされるものである。
国際クラス分類と国内での分類の対応は概ね次のとおり。
- クラスI（一般医療機器）
- クラスII（管理医療機器）
- クラスIII（高度管理医療機器）
- クラスIV（高度管理医療機器）

クラス分類に関わらず、保守点検、修理その他の管理に専門的な知識及び技能を必要とするものを「特定保守管理医療機器」といい厚生労働省告示（薬事法第二条第八項の規定により厚生労働大臣が指定する特定保守管理医療機器　平成16年7月20日　厚生労働省告示第297号）で指定されている。
さらに、「特定保守管理医療機器」の中で、設置にあたって組立てが必要で組立てに係る管理が必要なものとして厚生労働大臣が指定する医療機器を「設置管理医療機器」といい、厚生労働省告示（薬事法施行規則第93条第1項の規定により厚生労働大臣が指定する設置管理医療機器　平成16年9月14日　厚生労働省告示第335号）により指定されている。
これら医療機器の中にも生物由来製品または特定生物由来製品としての指定も受けている物が含まれるので注意を要する。
管理医療機器として身近なものには、補聴器、電子体温計、コンドームなどがある。また高度管理医療機器として身近なものには、コンタクトレンズがある。また、最近普及が進んでいるAEDも、高度管理医療機器である。
動物用医療機器については、上記と異なる、動物用医療機器のクラス分類が定められている。動物用医療機器については認証制度はなく、承認申請を行うこととなる。

#### 医療機器の承認、認証、届出制度
製造販売の承認、認証、届出は、医療機器の製造販売に先立って行われる手続きである。
医療機器を製造（輸入）販売するためには、それらに伴う業許可を取得し、製品ごとに、クラス分類に応じた届出または承認もしくは認証の取得を要する。具体的には下記のとおりである。
- クラスI:製造販売届
- クラスII
  - 指定管理医療機器（適合性認証基準があり、基準に適合するもの）：製造販売認証　　
  - 上記以外:製造販売承認
- クラスIII、IV：製造販売承認

なお、クラスIに該当する医療機器であっても、新規性があるものについては、厚生労働大臣の承認が必要である。承認取得後は、承認整理をして製造販売届書の提出が必要である。
提出先と権限者は、それぞれ次のとおりである。
- 製造販売届：独立行政法人医薬品医療機器総合機構、受理権者－機構理事長
- 製造販売認証申請：国の指定する第三者認証機関、認証権者－認証機関の長
- 製造販売承認申請：独立行政法人医薬品医療機器総合機構、承認権者－厚生労働大臣

#### QMS
医療機器の製造業者等は、クラスII以上の医療機器及びクラスI医療機器のうち一部のものの設計開発、製造にあたっては、厚生労働省令第169号に適合している必要がある。省令第169号は、QMS省令（医療機器及び体外診断用医薬品の製造管理及び品質管理の基準に関する省令）ともいわれ、ISO13485:2003を、一部の用語・内容を医薬品医療機器等法に整合させた形で修正した基準である。
対象は国内、国外の業者を問わない。また、製造工程において外部検査施設に検査を委託する場合は当該検査施設、設計管理が必要な医療機器については設計管理を行う事業所も、省令第169号への適合が求められる。
承認もしくは認証の申請にあたって、医薬品医療機器総合機構、認証機関もしくは都道府県により省令への適合性調査を受審することとなる。また、受審は定期的に必要である。

#### 許可制度
医薬品医療機器等法で定められている許可制度は、製造販売等の業を行うために、事業者・事業所が取得するものである。
製造販売業許可
医療機器を製造販売しもしくは輸入販売するためには、医療機器製造販売業許可が必要である。
製造販売業許可は、1法人に1つであり、例えば第1種と第2種を同時に取得することはできない。許可権者は、総括製造販売責任者の常駐する事業所のある都道府県の知事である。
製造販売業許可の種類は、取り扱うことのできる医療機器により3種類ある。
- 第1種 クラスIII、IV
- 第2種 クラスII
- 第3種 クラスI

第1種はクラスI、IIも扱うことができ、第2種はクラスIも扱うことができる。
製造業許可
医療機器の製造を行うための許可。製造所単位で取得する必要がある。次の区分がある。許可権者は、製造所の所在する都道府県の知事である。
- 一般
- 滅菌
- 生物由来
- 包装・表示・保管

施設は、薬局等構造設備規則に適合していなければならない。
登録制に改められた。
修理業許可
医療機器の修理を行うための許可。修理を行う作業所ごとに取得する必要がある。修理できる品目に応じた区分（厚生労働省令で定める区分「修理区分」）の許可が必要である（根拠：医薬品医療機器等法第40条の2）。製造業者が製造した品目をその製造所において修理する場合には、修理業許可は必要ない。
高度管理医療機器等販売業（賃貸業）許可
高度管理医療機器及び特定保守管理医療機器（「高度管理医療機器等」という。）を一般もしくは医療機関に対して販売・賃貸・授与等を行うためには、医薬品医療機器等法第39条に基づき、「高度管理医療機器等販売業許可」が必要である。営業所ごとに許可を得る必要がある。許可権者は、営業所の所在する都道府県の知事である。
管理医療機器販売業（賃貸業）届
管理医療機器を販売するためには、原則として、都道府県に対して販売業を届け出ることが必要である。

#### 認定制度
外国の製造業者（海外製造施設）は、外国製造業者認定を取得することができる。日本の製造販売業者が外国製造医療機器を輸入しようとする場合には、製品の承認・認証取得、届出の前に、当該製品を製造する外国製造業者が外国製造業者認定を取得している必要がある。